# Caffè Burello
Il Caffè Burello era un antico e celeberrimo caffè del centro di Torino che fu la culla del motociclismo in Italia.

## Storia
Anche conosciuto come "la pantalera" (che significa tettoia in dialetto piemontese), il locale era posto all'angolo di Corso Vittorio Emanuele e via Urbano Rattazzi, in un edificio risalente al 1861, progettato dall'architetto Blachier.
In seguito alla costruzione della vicina stazione ferroviaria di Porta Nuova, nel 1861, divenne uno dei principali luoghi di passaggio e d'incontro per i passeggeri in arrivo o partenza, con particolare riguardo ai commercianti della provincia che giungevano a Torino per l'acquisto di carrozze o per la vendita di cavalli. 
Durante l'ultimo ventennio del XIX secolo, il Caffè Burello poteva considerarsi una tappa obbligata per i giovani torinesi di buona famiglia, alla ricerca di nuovi cavalli e calessi veloci e, negli ultimi anni del secolo, la svolta tecnologica dovuta alla diffusione delle automobili, di gran moda nella vicina Francia, polarizzò l'interesse della clientela.
Fu nelle sale del Caffè Burello, frequentate abitualmente da tecnici come Ceirano e Faccioli, da aristocratici come Bricherasio, industriali come Lanza o semplici benestanti come Goria Gatti e Agnelli, accomunati dalla passione per i mezzi a motore, che nel 1899 nacque l'idea della Welleyes e si tennero le riunioni costitutive della FIAT.
Nel 1900, il vecchio edificio dentro cui il bar aveva sede venne abbattuto per il costruendo Palazzo Priotti.